# Писарев, Иван Васильевич
Иван Васильевич Писарев (7 ноября 1899,  Витебск,  Российская империя — 21 января 1968, Харьков, УССР,  СССР) — советский военачальник, генерал-майор (01.09.1943), Краснознамёнец (1920).

## Биография
Родился 7 ноября 1899 года в городе Витебск. Русский.

### Военная служба

#### Гражданская война
4 марта 1918 года вступил в РККА, зачислен в 1-й Витебский полк. В октябре полк был переименован в 209-й Витебский, вошел в состав 24-й Симбирской железной дивизии. С августа 1918 года — пулеметчик, затем начальник пулемета 3-й пулеметной команды, принимал участие в подавлении мятежа Чехословацкого корпуса, с января 1919 года сражался с колчаковскими войсками на Уральском фронте. С августа 1919 года назначен помощником командира взвода. В июле 1920	года полк вошел в состав 3-й Туркестанской стрелковой дивизии Туркестанского фронта, в октябре переименован в 8-й Туркестанский стрелковый и участвовал в боях с басмачами в Ферганской области. В ноябре 1920 года  Писарев назначен командиром взвода, за боевые отличия приказом РВСР № 420 был награжден орденом Красного Знамени. В июне 1921 года, в связи с расформированием полка,  переведен командиром взвода в 7-й Туркестанский стрелковый полк 3-й бригады.

#### Межвоенные годы
С 27 марта по 4 октября 1922 года находился на учебе на повторных курсах красных командиров в Самарканде. После окончания обучения назначен командиром взвода 3-го Туркестанского стрелкового полка 1-й стрелковой дивизии. В составе частей участвовал в боях с басмачами на Туркестанском фронте.
В апреле 1925 года Писарев переведен в СибВО на должность командира взвода 104-го Петропавловского полка 35-й стрелковой дивизии в городе Иркутск. В период с 24 октября 1925 года по 26 января 1926 года находился на повторных курсах СибВО. В апреле 1929 года направлен в 107-й стрелковый полк 36-й стрелковой дивизии, в составе которого командиром пулеметной роты участвовал в боях на КВЖД. В период с январь по апрель 1930 года проходил обучение на курсах «Выстрел». 
В ноябре 1930 года убыл в БВО, служил в 81-м стрелковом полку 27-й Омской стрелковой дивизии командиром пулеметной роты и помощник командира батальона. С марта 1932 года — помощник командира 83-го отдельного пулеметного батальона. С конца мая 1933 года проходил службу в 97-м стрелковом полку 33-й стрелковой дивизии в городе Чаусы в должностях командира батальона и врид помощника командира полка по материальному обеспечению. В октябре 1938 года назначен помощником командира по строевой части 99-го стрелкового полка. С августа 1939 года командовал 2-м стрелковым полком 50-й стрелковой дивизии БОВО. В составе дивизии принимал участие в Польском походе РККА, а затем в Советско-финляндской войне 1939-1940 гг.  Действуя в составе ударной группировки дивизии, полк прорвал оборону финских войск в предполье укрепленного района, затем, развивая наступление, захватил переправы на реке Вуокси в районе озера Вассикасари. За боевые отличия в этой войне майор Писарев был награжден вторым орденом Красного Знамени.

#### Великая Отечественная война
В начале войны в прежней должности. С первых дней дивизия находилась в непосредственном подчинении командующего войсками Западного фронта, затем, войдя в состав 21-го стрелкового корпуса 13-й армии, вела боевые действия в районе городе Молодечно. Под ударами превосходящих сил противника части с боями отходили к реке Березина. 5-6 июля 1941 года в районе переправ дивизия подверглась сильным ударам авиации и танков противника, в результате оказалась в глубоком тылу противника. После выхода из окружения она подчинена 19-й армии, участвовала в Смоленском сражении. Полк под командованием подполковника  Писарева особо отличился в наступательных боях западнее Копыровщина, где разгромил не менее полка противника. В районе Козакова при отражении вражеской атаки уничтожил более 20 танков. В октябре 1941 года, в ходе Вяземской оборонительной операции, полк попал в окружение. После выхода к своим войскам  Писарев назначен командиром 164-го батальона аэродромного обслуживания 20-й армии Западного фронта. Подразделения батальона обеспечивали боевую работу авиаэскадрилий 47-й бомбардировочной и 23-й смешанной авиадивизий, которые поддерживали наземные войска в ходе битвы под Москвой. 
В конце апреля 1942 года  Писарев назначен заместителем командира 50-й стрелковой дивизии 5-й армии Западного фронта, в мае — командиром 64-й отдельной морской стрелковой бригады 20-й армии, а в июне — командиром 82-й стрелковой дивизии, сформированной на базе 64-й осмб. Ее части занимали оборонительный рубеж северо-западнее дороги Бутово — Егорьевское. С августа дивизия успешно действовала в Ржевско-Сычевской, Ржевско-Вяземской, Смоленской, Ельнинско-Дорогобужской, Смоленско-Рославльской наступательных операциях, в ходе которых освобождены города Пушкино, Ярцево, Смоленск и другие. С 23 ноября дивизия в резерве Ставки ВГК. 10 января 1944 года, войдя в состав 65-й армии 1-го Белорусского фронта, приняла участие в Калинковичско-Мозырской наступательной операции. В начале июля части форсировали реку Свислочь, овладели городом Пуховичи и преследовали противника в направлении Минска. 7 августа 1944 года дивизия вновь выведена в резерв Ставки. С 25 сентября части в составе 61-й армии 3-го Прибалтийского фронта перешли в наступление и вели бои на подступах к Риге. С октября 1944 года генерал-майор  Писарев состоял в распоряжении Военного совета 3-го Белорусского фронта, затем НКО. 10 января 1945 года генерал-майор Писарев назначен заместителем командира 312-й стрелковой дивизии на 1-м Белорусском фронте. В составе 69-й армии дивизия участвовала в Висло-Одерской, Варшавско-Познанской и Берлинской наступательных операциях. За выполнение заданий командования в боях с противником южнее Варшавы дивизия награждена орденом Суворова 2-й ст., а за участие в ликвидации группировки немецко-фашистских войск, окруженной юго-восточнее Берлина,  орденом Кутузова 2-й ст. 
За время войны комдив Писарев  был  один  раз персонально упомянут в благодарственных в приказах Верховного Главнокомандующего.

#### Послевоенное время
В начале июля 1945 года  назначен военным комендантом города Веймар. В декабре зачислен в распоряжение Военного совета ГСОВГ. В июне 1946 года генерал-майор Писарев уволен в запас.

## Награды
- орден Ленина (30.04.1945)[7][8]
- пять орденов Красного Знамени (1920[9], 07.04.1940[9], 28.02.1942[10], 26.07.1944[11],   03.11.1944[12][8])
- орден Суворова II степени (28.09.1943)[13]
- орден Александра Невского (20.02.1944)[14]
- орден Отечественной войны I степени (14.04.1945)[9]
  - медали в том числе:
  - «XX лет Рабоче-Крестьянской Красной Армии» (1938)[9].
  - «За оборону Москвы» (1944)[15]
  - «За победу над Германией в Великой Отечественной войне 1941—1945 гг.» (1945)[15]
  - «За взятие Берлина» (1945)[15]
  - «За освобождение Варшавы» (1945)[15]

Приказы (благодарности) Верховного Главнокомандующего в которых отмечен И. В. Писарев.
- За овладение штурмом важнейшим опорным пунктом обороны немцев на путях к Смоленску – городом Духовщина. 19 сентября 1943 года. № 17.